# خالد قصاب
خالد قصاب (1 يناير 1992 بحلب في سوريا - ) هو لاعب كرة قدم سوري في مركز الدفاع. شارك مع منتخب سوريا تحت 20 سنة لكرة القدم ومنتخب سوريا تحت 23 سنة لكرة القدم. أما مع النوادي، فقد لعب مع نادي السليمانية ونادي صلاح الدين ونادي كربلاء.

## روابط خارجية
- خالد قصاب على موقع قاعدة بيانات كرة القدم.إي يو (الإنجليزية)
- خالد قصاب على موقع Soccerway.com (الإنجليزية)